# Añu

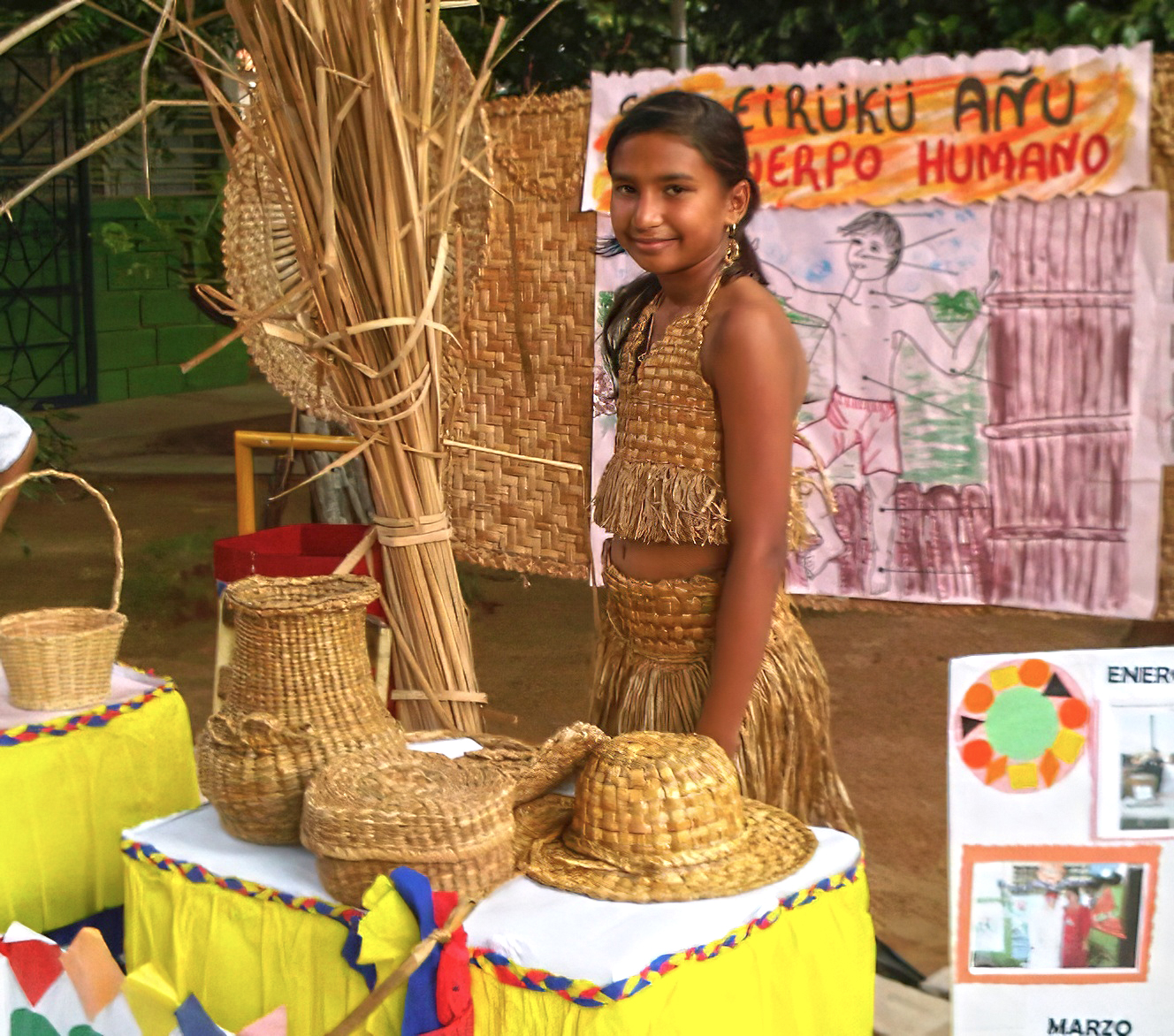
Añu-Mädchen

Die Añu (oder Paraujano) sind ein zu den Arawak gehörendes Volk Südamerikas, das im Norden des Bundesstaats Zulia, Venezuela, an der Laguna de Sinamaica lebt. Das Wort „Añu“ bedeutet „Menschen des Wassers/der Lagune“. Die Añu-Sprache gehört zu den Arawak-Sprachen.
Der Ausdruck Paraujano ist eine Bezeichnung der Wayúu, die sich gegenüber der – aktuell selten verwendeten – eigentlichen Bezeichnung Añu durchgesetzt hat. Erst in den letzten Dekaden wird die Verwendung von Añu von Forschern und dem Movimiento Cultural Paraujano (MOCUPA; spanisch für Kulturbewegung Paraujano) gefördert.
Ursprünglich siedelten sie sich an der Küste des Maracaibo-Sees an; zurzeit gibt es aber nur noch eine größere Gruppe an der Laguna de Sinamaica sowie vereinzelt an anderen Orten im nördlichen Zulia.
Der Legende nach erinnerten die Pfahlbauten (palafitos), die die Añu über dem Wasser errichtet hatten, den spanischen Entdecker Alonso de Ojeda 1499 an Venedig, wodurch Venezuela zu seinem Namen kam (Klein-Venedig).
Die Añu waren ursprünglich Fischer, die im Hinterland der Lagune auch nach wilden Früchten suchten, um ihre Ernährung zu ergänzen. Heute ernähren sich die Añu von Fisch, Fleisch, Mais und Bananen. Im 19. Jahrhundert begann der Handel mit Kokosnüssen und der Nebenprodukte der Kokospalme mit benachbarten Völkern. Außerdem wurde getrockneter Fisch und Schweinefleisch gehandelt. Die modernen Añu arbeiten inzwischen auf Ölfeldern, in der Landwirtschaft oder in der Fischindustrie.
In der heutigen Zeit bedrohen mehrere Faktoren die Existenz der Añu. Dazu gehören beispielsweise der Einfluss des Klimas und des Klimawandels sowie der Umweltverschmutzung auf die Lebensbedingungen, der langsame Verlust der eigenen Sprache und Kultur, sowie die unsicheren sozialen Bedingungen. Dies erzeugt auch Spannungen innerhalb der Ethnie.
Im Jahr 2000 sprachen nur noch etwa 20 Personen (vor allem Frauen) von ungefähr 4.500 Menschen die Añu-Sprache; die Regierung sprach allerdings von einer „weit größeren Anzahl“, die sie im Laufe der Volkszählung der Wayúu festgestellt hätte. Nach dieser Zählung seien die Añu die viertgrößte Ethnie des Landes. Heute geht man davon aus, dass die Sprache der Añu inzwischen vollständig erloschen ist.